# Quadragesima Galliarum
Quadragesima Galliarum (lit. "um quadragésimo gálico"), também escrito XXXX Galliarum ou XL Galliarum, era um imposto de 2,5% cobrado sobre o comércio nas províncias gaulesas do Império Romano. Era um imposto alfandegário sobre todas as mercadorias que entram e saem nas fronteiras terrestres e marítimas, além de outros portos internos. Os pontos de parada nas fronteiras, chamados de Fines ou Ad Fines, eram as partições em que esse imposto era extraído. A cobrança do imposto foi deixada para os procuradores equestres, cujo trabalho era avaliar o imposto, coletá-lo e disponibilizar dinheiro para os exércitos do Reno. A coleta era uma preocupação maior para os procuradores de Lugdunense do que para as outras províncias gaulesas, já que Lugduno (hoje Lyon, França) era o principal centro comercial da região.
A burocracia em torno da Quadragesima Galliarum cresceu em tamanho e complexidade ao longo dos séculos. Embora tivesse postos avançados espalhados por todo o país, estava sediada em Lugduno. A epigrafia associada ao imposto mostra a presença de um procurador e funcionários, incluindo: tabularii, um vilicus e vernae . As localizações dessas stationes têm um padrão de estar em portos e rotas de montanha importantes. Havia até um local da Quadragesima em Roma, o que significa que também poderia haver um movimento dos impostos coletados na Gália para um local centralizado em Roma.